# Phelsuma masohoala
Espèce
Statut de conservation UICN

 CR B1ab(iii)+2ab(iii) : 
En danger critique
Statut CITES
Phelsuma masohoala est une espèce de geckos de la famille des Gekkonidae.

## Répartition
Cette espèce est endémique de la région de Sava à Madagascar. Elle se rencontre dans la presqu'île de Masoala.

## Description
C'est un gecko diurne et arboricole.

## Étymologie
Cette espèce est nommée en référence au lieu de sa découverte : la presqu'île de Masoala.

## Publication originale
- Raxworthy & Nussbaum 1994 : A partial systematic revision of the day geckos, Phelsuma Gray, of Madagascar (Reptilia: Squamata: Gekkonidae). Zoological Journal of the Linnean Society, vol. 112, n. 3, p. 321-335 (texte intégral).